# Secamone unciformis
Secamone unciformis är en oleanderväxtart som beskrevs av J. Klackenberg. Secamone unciformis ingår i släktet Secamone och familjen oleanderväxter. Inga underarter finns listade i Catalogue of Life.